# Hemerobius natalensis
Hemerobius natalensis är en insektsart som beskrevs av Bo Tjeder 1961. Hemerobius natalensis ingår i släktet Hemerobius och familjen florsländor. Inga underarter finns listade i Catalogue of Life.